# Чехарін Євген Михайлович
Євген Михайлович Чехарін (22 листопада 1924, село Губіно Козельського повіту, тепер Козельського району Калузької області, Росія — 26 квітня 2001, місто Москва) — радянський діяч, ректор Вищої партійної школи при ЦК КПРС, заступник голови Ради міністрів Російської РФСР. Кандидат у члени ЦК КПРС у 1986—1990 роках. Депутат Верховної Ради Росіійської РФСР 11-го скликання. Кандидат юридичних наук, доктор філософських наук (1971), професор (1972). Член-кореспондент Академії наук СРСР (Російської академії наук) з відділення філософії і права (з 1976).

## Життєпис
У 1941—1943 роках — у Червоній армії, учасник німецько-радянської війни з 1942 року. Служив автоматником 11-ї гвардійської дивізії 16-ї армії Західного фронту. У 1942 році вступив до комсомолу. 28 серпня 1943 року отримав важке поранення, був демобілізований із армії. З 1943 року викладав військову справу в середній школі.
У 1949 році закінчив Московський юридичний інститут.
У 1949—1952 роках — помічник Козельського районного прокурора Калузької області.
Член ВКП(б) з 1950 року.
У 1952—1954 роках — старший викладач, заступник декана Московського юридичного інституту. У 1952 році захистив кандидатську дисертацію на тему: «Процесуальне становище радянського прокурора в суді другої інстанції».
У 1954—1959 роках — старший викладач, заступник секретаря партійного комітету, секретар партійного комітету Московського державного університету імені Ломоносова.
У 1959—1962 роках — секретар, 2-й секретар, 1-й секретар Ленінського районного комітету міста Москви.
У 1962 році — заступник завідувача, у 1962 році — завідувач відділу науки, шкіл і культури ЦК КПРС по РРФСР.
У 1962—1964 роках — 1-й заступник завідувача ідеологічного відділу ЦК КПРС по промисловості РРФСР.
У 1965—1972 роках — заступник завідувача відділу науки і навчальних закладів ЦК КПРС.
У 1971 році захистив докторську дисертацію «Теоретичні проблеми політичної системи радянського суспільства».
У 1972—1978 роках — ректор Вищої партійної школи при ЦК КПРС.
У 1978—1983 роках — заступник міністра культури СРСР.
27 серпня 1983 — 24 серпня 1989 року — заступник голови Ради міністрів Російської РФСР.
Одночасно у 1984—1991 роках — голова президії Центральної ради Всеросійського товариства охорони пам'яток історії і культури. Голова Наукової ради Академії наук СРСр з проблем російської культури (з липня 1987).
З серпня 1989 року — персональний пенсіонер союзного значення в Москві.
Автор праць з теорії держави і права, з проблем політичної системи радянського суспільства.
Помер 26 квітня 2001 року. Похований на Троєкуровському цвинтарі Москви.

## Нагороди і звання
- орден Леніна
- три ордени Трудового Червоного Прапора
- орден Дружби народів
- орден Вітчизняної війни І ст. (1985)
- медаль «За відвагу» (1946)
- медалі